# Lake Belmore
Lake Belmore är en sjö i Australien. Den ligger i delstaten Queensland, omkring 1 500 kilometer nordväst om delstatshuvudstaden Brisbane. Lake Belmore ligger 133 meter över havet. Arean är 1,1 kvadratkilometer. Den sträcker sig 1,7 kilometer i nord-sydlig riktning, och 1,4 kilometer i öst-västlig riktning.
Omgivningarna runt Lake Belmore är huvudsakligen savann. Trakten runt Lake Belmore är nära nog obefolkad, med mindre än två invånare per kvadratkilometer. Genomsnittlig årsnederbörd är 857 millimeter. Den regnigaste månaden är januari, med i genomsnitt 240 mm nederbörd, och den torraste är augusti, med 3 mm nederbörd.